# Blåtjärnen (Alingsås socken, Västergötland, 643160-130661)
Blåtjärnen är en sjö i Alingsås kommun i Västergötland och ingår i Göta älvs huvudavrinningsområde. Sjön är 6,7 meter djup, har en yta på 0,0126 kvadratkilometer och är belägen 140 meter över havet.